# ألبليستوك
ألبليستوك (بالإنجليزية: Alplistock)‏ هو أحد جبال سلسلة جبال الألب البرنية وجزء من القمة الأم فينستيرارون يقع في كانتون برن، سويسرا. يبلغ ارتفاع الجبل حوالي 2878 متر، بينما يبلغ ارتفاع نتوء الجبل 141 متر.